# Park Yoo-na
Park Yoo-na (hangul: 박유나) é uma atriz sul-coreana sob a sub-divisão da 8D Creative WIP. Ganhou destaque por seus papéis em True Beauty (2020–2021), Sky Castle (2018–2019) e Hotel del Luna (2019).

## Filmografia

### Séries de televisão
| Ano     | Título                              | Papel                         | Emissora      | Ref.          |
| ------- | ----------------------------------- | ----------------------------- | ------------- | ------------- |
| 2015    | Cheer Up!                           | Kim Kyung-eun                 | KBS2          | [ 2 ]         |
| 2015–16 | Six Flying Dragons                  |                               | SBS           |               |
| 2017    | Stranger                            | Kwon Min-ah / Kim Ga-yeong    | tvN           | [ 3 ]         |
| 2017    | The Package                         | Na Hyun                       | JTBC          | [ 4 ]         |
| 2018    | Gangnam Beauty                      | Yoo-eun                       | JTBC          | [ 5 ]         |
| 2018    | Drama Special: So Close, Yet So Far | Joo Young-joo                 | KBS2          | [ 6 ]         |
| 2018–19 | Sky Castle                          | Cha Se-ri                     | JTBC          | [ 7 ]         |
| 2019    | Two Hearts                          | Yoo Seon-woo                  | Naver TV Cast | [ 8 ]         |
| 2019    | Hotel Del Luna                      | Lee Mi-Ra / Princess Song-hwa | tvN           | [ 9 ]         |
| 2020–21 | True Beauty                         | Kang Soo-jin                  | tvN           | [ 10 ] [ 11 ] |

### Videoclipes
| Ano  | Título               | Cantor                     |
| ---- | -------------------- | -------------------------- |
| 2016 | #WYD (오늘 모해)     | iKON                       |
| 2019 | Old Movie (옛날사람) | Kim Heechul (Super Junior) |